# 克羅滕巴赫河
47°33′04″N 11°32′20″E / 47.55109°N 11.53891°E

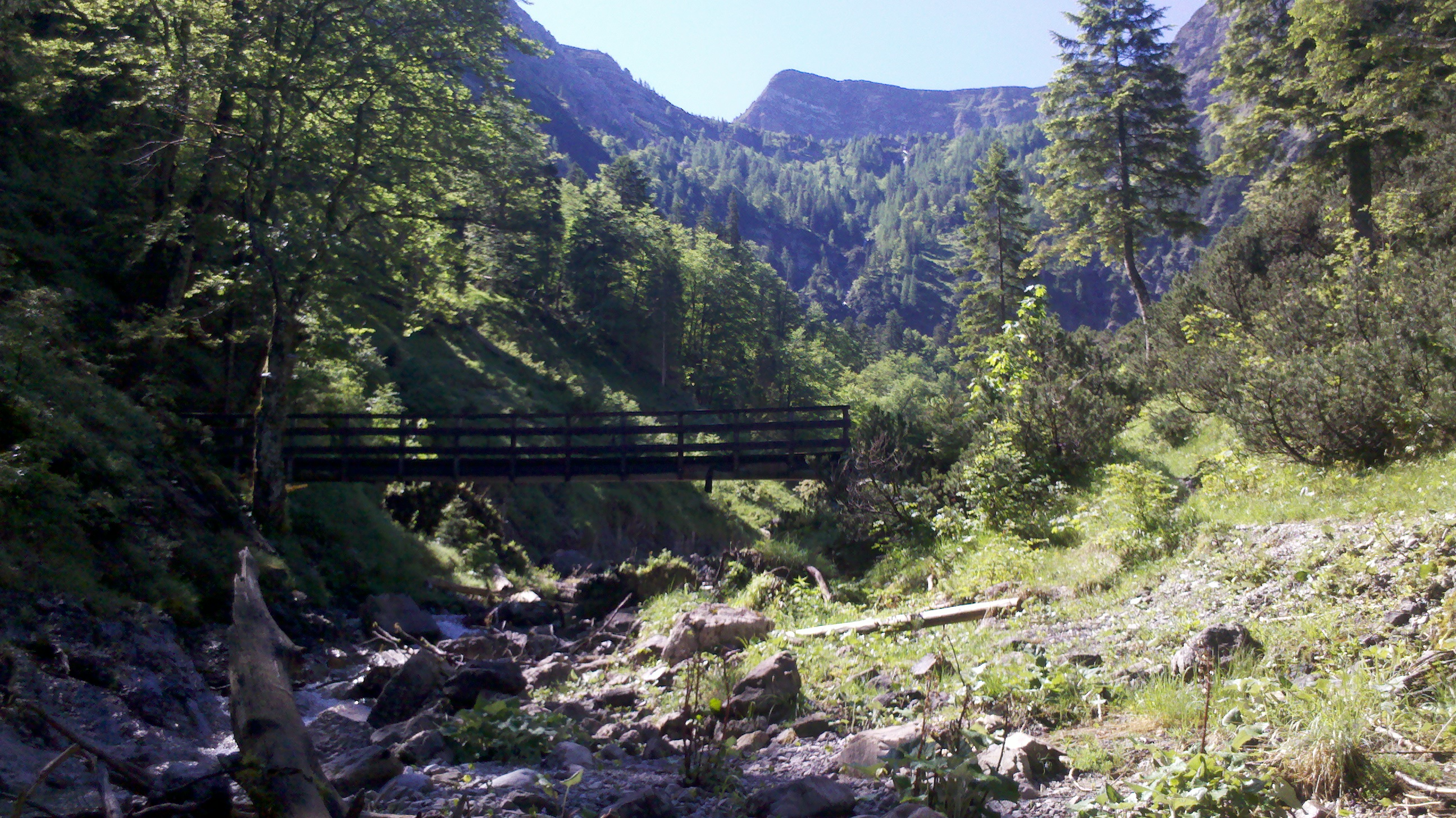

克羅滕巴赫河（德語：Krottenbach），是德國的河流，位於該國東南部，由巴伐利亞負責管轄，屬於迪爾拉赫河的支流，河道全長9公里，流域面積18.7平方公里。